# Bitwa pod Borny
Bitwa pod Borny – starcie zbrojne, które miało miejsce podczas wojny francusko-pruskiej. Bitwa została stoczona pomiędzy armią francuską dowodzoną przez Francois Bazine oraz armią pruską dowodzoną przez Karla von Steinmetza. Bitwa miała na celu zwycięstwo strategiczne, które mogło pozwolić na ewentualne ocalanie części armii francuskiej przed możliwym okrążeniem
Tak jak większość bitew XIX wieku, tak i pole bitwy pod Borny było wybrane i zaplanowane jako miejsce stoczenia bitwy. 12 godzin wcześniej armia francuska opuściła Metz i miała się spotkać z Prusakami, którzy wcześniej odnieśli kilka zwycięstw nad Francuzami. Francuzi mieli na celu zdobycie terenu, aby nie dać się okrążyć Prusakom. Mimo zwycięstwa Francuzów odnieśli oni jedynie taktyczne zwycięstwo, które nie miało wartości strategicznej. Po bitwach pod Gravelotte oraz Mars-la-Tour, Francuzi dali się złapać w pułapkę wycofując się do Metz, które wkrótce zostało całkowicie otoczone.